# Fortnite
Fortnite este un joc video online multiplayer lansat pentru prima dată în 2017. Este disponibil ca pachete software separate pentru fiecare "mod de joc", acestea având în comun același tip de gameplay, precum și faptul că folosesc același motor de joc. Modurile de joc includ: Save the World, un joc cooperativ de shooter-supraviețuire cu până la patru jucători pentru a lupta împotriva creaturilor asemănătoare zombiilor și pentru a apăra obiecte cu fortificațiile pe care le poți construi, Battle Royale este gratuit, unde 100 de jucători se luptă pentru a fi ultima persoană în viață. Ambele moduri de joc au fost lansate în 2017 ca titluri de acces rapid; Save The World este disponibilă numai pentru Windows, PlayStation și Xbox, în timp ce Battle Royale a fost lansat pentru aceste platforme plus pentru dispozitivele Nintendo Switch, și Android.
În timp ce ambele jocuri au avut succes pentru compania Epic Games, Fortnite Battle Royale a devenit un succes răsunător, atrăgând peste 125 de milioane de jucători în mai puțin de un an și câștigând sute de milioane de dolari pe lună, devenind practic un fenomen cultural.

## Moduri de joc
În prezent, Fortnite este distribuit ca trei jocuri diferite, fiecare joc utilizează același motor și are grafică similară, elemente de artă și mecanică de joc.
- Fortnite: Save the World este conceput drept jucători împotriva jocului, în care patru jucători cooperează pentru un obiectiv comun pe diferite misiuni. Jocul este setat după apariția unei furtuni cu fluviu pe Pământ, cauzând dispariția a 98% din populație, iar supraviețuitorii să fie atacați de zombi. Jucătorii își iau rolul de comandanți ai adăposturilor de bază, colectează resurse, salvează supraviețuitorii și apără echipamente care ajută fie la colectarea datelor despre furtună, fie la împingerea furtunii. Când termină misiunile, jucătorii primesc o serie de elemente în joc, printre care: personaje eroice, scheme de arme, capcane și supraviețuitori, toate acestea putând fi ridicate prin experiența dobândită pentru a-și îmbunătăți atributele.
- Fortnite Battle Royale este un mod unde se găsesc 100 de jucători, fiecare pentru el, permițându-le să se joace singuri, într-un duo sau într-o echipă (de obicei, formată din trei sau patru jucători). Jucătorii de arme sar din aer liber dintr-un "Battle Bus" (română Autobuz de Luptă) care traversează harta jocului. Când aterizează, trebuie să adune arme, poțiuni și resurse în timp ce încearcă să rămână în viață și să atace alți jucători. Pe parcursul unei runde, zona sigură a hărții se micșorează în dimensiune datorită unei furtuni care se apropie; jucătorii din afara zonei în care se află în siguranță primesc daune și pot fi uciși. Acest lucru forțează jucătorii rămași în spații mai stricte și încurajează întâlnirile jucătorilor. Ultimul jucător, duo sau echipa este câștigătorul.
- Fortnite: Creative este un mod de joc introdus în data de 6 decembrie a anului 2018. Acest mod de joc le oferă jucătorilor propria lor insulă privată asupra căreia pot face diverse modificări și adăuga structuri noi. Jucătorii pot creea noi mini-jocuri pe care să le joace împreună cu prietenii.

În toate modurile, jucătorii pot folosi un târnăcop pentru a distruge structurile existente pe hartă pentru a colecta resursele de bază care sunt lemnul, cărămida și metalul. Ulterior, jucătorul poate folosi aceste materiale pentru a construi fortificații, cum ar fi pereți, podele și scări. Astfel de piese de fortificare pot fi editate pentru a adăuga ferestrele sau ușile. Materialele utilizate au proprietăți de durabilitate diferite și pot fi actualizate la variante mai puternice utilizând mai multe materiale de același tip. În cadrul "Salvați lumea", jucătorii pot crea fortificații defensive în jurul unei tuneluri cu obiective sau capcane, pentru a atrage cocoașele. În Battle Royale, aceasta oferă mijloacele de a traversa rapid harta, de a vă proteja de focul inamic sau de a întârzia un dușman în avantaj.
Toate cele trei moduri de joc sunt stabilite pentru a fi libere pentru a juca titluri, deși în prezent, "Salvați lumea" este în acces rapid și necesită cumpărare pentru a juca. Ambele jocuri sunt monetizate prin folosirea V-Bucks, monedă în joc care poate fi achiziționată cu fonduri din lumea reală, sau câștigată și prin completarea misiunilor și a altor realizări în "Salvați lumea". V-Bucks în "Salvați lumea" poate fi folosit pentru a cumpăra piniate în formă de lame pentru a obține o selecție aleatorie de articole. În Battle Royale, V-Bucks poate fi folosit pentru a cumpăra obiecte cosmetice cum ar fi modele de caractere sau ceva asemănător sau poate fi folosit și pentru achiziționarea Battle Pass-ului, o progresie progresivă a recompenselor de personalizare pentru dobândirea experienței și îndeplinirea anumitor obiective în timpul cursul unui sezon Battle Royale.

## Battle Pass
Battle Pass este un sistem de recompense, bazat pe "xp" a jocului Fortnite Battle Royale.
- Xp-ul este o prescurtare de la "experience points" (română puncte de experiență). Acesta poate fi obținut prin îndeplinirea unor misiuni din joc, dar și prin timpul petrecut în joc.
- Acesta este necesar pentru a înainta nivelele din Battle Pass, deblocând astfel diferite recompense.

### Recompense
Recompensele obținute din Battle Pass sunt:
- Skinuri (costume)
- V-Bucks (valuta jocului)
- Emote-uri (dansuri)
- Stickere
- Skinuri pentru arme (texturi pentru arme)
- Glidere (planoare)
- Ghiozdane
- Pickaxe-uri (târnăcopuri)
- Animații de cădere